# Granges de Xebaa
Les Granges de Xebaa (en àrab: مزارع شبعا Mazāri` Shiba`ā; en hebreu: חוות שבעא o הר דוב, Har Dov) és una petita franja de terreny situada a la frontera sirià-libanesa en els Alts del Golan sirians, ocupats militarment per l'Estat d'Israel. Aquest territori té uns 14 quilòmetres de llarg per 2,5 quilòmetres d'ample. Actualment, tant el Líban com Síria reconeixen el territori com a libanès, encara que Israel no el reconeix com a libanès sinó com a sirià.
La disputa per la sobirania de les Granges de Xebaa naix en part d'una mala gestió de les administracions del Mandat francès de Síria i dels posteriors governs libanesos i sirians, que no van aconseguir demarcar la frontera oficial entre Líban i Síria. Una sèrie de documents dels anys vint i trenta del segle xx indiquen que els habitants de la zona pagaven impostos al govern libanès. No obstant això, d'ençà dels anys cinquanta fins a l'inici de l'ocupació israeliana el 1967, Síria va ser la potència que va dominar la zona de facto. En 1978, Israel va envair i va ocupar militarment el sud del Líban i, en 1981, es va annexionar els Alts del Golan (incloses les Granges de Xebaa), en un moviment reconegut tan sols pels Estats Units d'Amèrica i rebutjat per la resta de la comunitat internacional. Síria ha reconegut oficialment que les Granges de Xebaa pertanyen al Líban, encara que assegura que la demarcació oficial de les fronteres siriano-libaneses no podrà dur-se a terme fins que Israel acabi la seva ocupació militar de la zona.
El territori ha estat un focus de violència des que Israel es retirés del Líban el maig de l'any 2000, el Conflicte de les Granges de Xebaa. La milícia libanesa Hezbol·là ha declarat que la retirada israeliana no és completa, atès que encara ocupa una porció de terreny libanès. Després de la retirada israeliana del Líban, el Secretari General de les Nacions Unides va emetre un comunicat en el qual proposava que aquesta zona fos designada àrea d'operacions per a una força temporal d'interposició de les Nacions Unides situada en territori libanès. En aquest comunicat, s'estudiava la disputa i s'analitzaven fins a 81 mapes diferents de la zona, i s'arribà a la conclusió que no hi havia proves que aquestes granges fossin territori libanès, però proposava mantenir les fronteres existents per a la Força de les Nacions Unides d'Observació de la Separació a Síria (que havia inclòs a les Granges de Xebaa d'ençà del 1967) “sense perjudici” de qualsevol futur acord entre Síria i el Líban.